# フローズン (漫画)
『フローズン』は、山崎さやか（現山崎紗也夏）による日本の漫画。『週刊ヤングマガジン』（講談社）にて、1999年から2000年まで連載された。単行本は全6巻（講談社ヤンマガKC）。

## 概要
アメリカ育ちの桃花の日本での騒動劇を描く。舞台は主に高校とその周辺で、各章ごとにキーマンとなるゲストキャラが登場し、何らかの問題を起こす。それを桃花たちが解決していくという流れが主な構成になっている。ゲストキャラはその後メインキャラに昇格したり、それ以降全く登場しなかったりと様々である。
タイトルの「フローズン」の意味は第5巻にて初めて明かされる。

## あらすじ
アメリカ・マイアミ出身の相ヶ瀬桃花は、両親の離婚問題から日本で高校生活を送ることになる。物事をはっきりさせないと気が済まない性格の桃花は、曖昧な日本人の態度に最初は馴染めずに苦労する。徐々に日本にも慣れ、その行動力で様々な問題を解決し、自身も成長していく。
初期は高校1年生で、その後2年生に進級する。6巻途中から桃花23歳のOL生活を描く。

## 登場人物
相ヶ瀬 桃花（あいがせ ももか）
本作の主人公。帰国子女であり日本語も英語も堪能。端正な顔立ちでスタイルも良く、凛としているので独特な存在感を放っている。世話焼きで姉御肌な性格のため、自分に関係ない事でも他人のために徹底的に行動する。面倒見が良く、ストレートな物言いをするのでトラブルに巻き込まれやすいが、逆境に負けない精神力と信念を持っている。感情が高ぶると突然泣き出してしまうので周りを驚かせる事が多々ある。しかし泣いてしまうのも全ては相手を思っての事であり、泣きながらも自身の言葉で相手を導くことができる。あまり笑わない性格で、幼少時は特にそれが顕著であったことから周りから「Frozen」と呼ばれ、からかわれていた過去を持つ。犬好きであり、アメリカに残してきた飼い犬のジョンの事を思い出すと顔をほころばす。
両親の離婚問題による来日であり、当初は日本での生活は一時的なものになるはずだったが、祖父の助言などにより母親からの帰国の誘いを断り、日本に住み続ける決意をする。
恋愛にはあまり興味を示さない。高校生時点で交際経験はなく、誰かと交際したいとも思っていないらしい。大人になりクニオと交際するが、一般的な男女交際とはまた少し違っているようである。
23歳の時点でOLをしており、同時に司法試験に合格するため日々勉強している。

### 桃花のクラスメート
中村 ありさ（なかむら ありさ）
転校直後の桃花と最初に友達になるクラスメート。落ち着いた性格で、個性豊かな友人達を上手くまとめている。
OL編では何らかの職に就いているようだが明記はされていない。
桜井 良美（さくらい よしみ）
優柔不断な性格でクラスではパシリ扱いされていた。強烈な個性のためクラスに馴染めずにいる桃花を新たないじめの対象にしようと画策するが失敗。その後桃花の助けもありいじめられなくなり、桃花たちとも親しい仲になる。
OL編では結婚式を挙げる描写があり、桃花やありさ、美香も出席しているため友人関係は続いている模様。
橘 美香（たちばな みか）
桃花のクラスメートだが、男と登別まで駆け落ちしていたので学期途中から通学する。根明で性にあけっぴろげな性格なのでクラスではかなり浮いた存在で、唯一の話し相手がありさであった。しかしはっきりした性格だったため桃花に気に入られ、その後は桃花たちと行動を共にする。
OL編ではアパレルショップの店員をしている。
エリ
桃花のクラスメートで良美をパシリに使っていた。黒田の事が好きで、普段は荒い言動が目立つが黒田の前では態度が豹変する。最初は桃花とよく衝突していたが徐々にそれもなくなっていく。

### その他学校関係者
牛尾 ゆうじ（うしお ゆうじ）
桃花の一学年下の後輩。相撲部に所属しているが全然太れず悩んでいる。ストイックな性格で、彼女と相撲のどちらをとるか葛藤するが、最後は相撲を選ぶ事を決意し彼女に振られてしまう。その後は桃花たちとより親しくなり、プライベートでも一緒に遊ぶ仲になる。
理沙子（りさこ）
桃花の一学年先輩の女生徒。お金持ちのお嬢様だが両親は忙しく家に不在がちで、普段は豪邸に一人で住んでいる（家政婦はいる）。美人で物腰が柔らかく、いつも笑顔を絶やさないので人望が厚く友人が多い。しかしその本性は異常な独占欲と征服欲に満ちており、自分にかしずかない桃花を手に入れようと様々な姦計をめぐらす。
実は自分にないものを持っている桃花に対して恋愛感情を抱いている。桃花が振り向かないため次第に狂気じみ、最後は愛憎の念が入り混じりあわや桃花を殺しかけるが、桃花の泣きの説教により和解。その後は桃花をサポートするなど上手く友人関係を築き上げられたようであるが、相変わらず桃花のためなら何でもする覚悟でいる。
黒田（くろだ）
桃花たちの先輩。モデルとして度々雑誌に載るので高校では有名人。ナルシストだがどこか抜けていて憎めない存在。知人も多い。桃花が1年生の時点で3年生であるが、留年し桃花が2年生になっても3年生のままである。
田代 康夫（たしろ やすお）
桃花の同級生でオタクな少年。自分の殻に閉じこもり、同級生からは変人扱いされている。自分のお気に入りの漫画の主人公が桃花に似ていると思い込み、桃花とその主人公を混同しストーカー的な行動をとってしまう。最後は桃花に完膚無きまでに振られてしまうが、アメリカに帰国しそうになった桃花が日本に留まる切っ掛けの1つを作ったのも彼である。
まさこ
桃花の高校の臨時養護教諭。だらしない性格で容姿も優れないことから見合いがことごとく破談している。そのため卑屈になっていて、保健室で男子生徒に半ば無理矢理手を出している。例によって桃花に説教され改心しかけ、勇気を出して意中の同僚教師に告白するがあっさり振られてしまう。そのせいで桃花とは喧嘩別れし教師も辞めてしまうが、一月後桃花のもとに結婚した旨の手紙が寄せられ、桃花には感謝しているとの事であった。

### 桃花の親族
桃花の祖父
桃花の母方の祖父。元裁判官で、知人には「ブンちゃん」と呼ばれているが物語中で本名は明かされない。来日後桃花は彼の家で生活する。孫の桃花をとても大切に思っていていつも案じている。
OL編では既に他界している。
相ヶ瀬 レオ（あいがせ レオ）
桃花の異母兄。10年ぶりに桃花に会いに日本に来る。観光が主な目的のはずだったが、実は桃花をアメリカに連れ戻し、父親と3人で暮らすのが本当の目的であった。幼少時に実の母親がろくな育て方をしなかったので「家族で暮らす」・「豊かな暮らしをする」事に異常な執念を持っている。教養は豊かで、一流企業にも受かっている。そのため様々な知識の習得を桃花にも求め、自分の思い通りの妹にしようとする。自分を否定するものを徹底的に排除しようとする傾向があり、よく暴力沙汰になる。しかしベクトルは間違っていても桃花を本当に大切に思っており、桃花が笑わない事を真剣に案じている。
結局父親も桃花も3人で暮らす事を拒否したためにそのまま帰国。しかし最後に愛情が通じたのか、桃花は本当の笑顔を彼に見せる事が出来た。また自分が父親に認められている事を確認でき、疎遠になっている実の母親の見舞いにも行く決心をする。
桃花の父
アメリカ在住の桃花の実父。エネルギッシュな人物。多忙なビジネスマンであり桃花に半ば騙されて来日する。レオの母親とは既に別れていて、桃花の母親とも離婚調停中。そのせいもあってか桃花の祖父とはあまり仲が良くない。

### OL編
クニオ
23歳時点の桃花の彼氏。桃花より年下で就職試験を50社も落ちている。頼りないが気は優しい性格。外見的には桃花に釣り合っていないが、恋愛不器用な所は共通している。交際してはいるが桃花にはまだ手を出していない。
柳田（やなぎだ）
OL編での桃花の会社の上司。女性にもてる男のようで、自分になびかない桃花を手に入れようとするがことごとく失敗する。
酒井（さかい）
桃花の先輩OL。毅然とした態度の桃花が気に入らず、あからさまないじめをするが桃花は動じない。
小岩（こいわ）
桃花と同じ法律関係の予備校に通っている生徒。桃花に気があり自宅に盗聴器を仕掛ける。最後は桃花とクニオの仲から、桃花を諦める。

### その他
井上 参二（いのうえ さんじ）
元エロライターで、雑誌製作をしている男。黒田の知人で黒田に写真撮影を依頼し、黒田が桃花たちを一緒にロケに連れてきたことから桃花たちとも知り合う。桃花たちと出会ってからは副業で喫茶店を経営しており、店にはよく桃花たちが来てたまり場になっている。桃花たちより15歳以上年上だが、桃花を「姐ゴ」と呼ぶ。
中村 マナブ（なかむら マナブ）
ありさの弟。中学2年生だが更衣室に忍び込んだり洗濯物を盗んだりしようとして家族は手を焼いている。公衆の面前で桃花に説教されるが、改心せずに相変わらずのようである。
OL編では井上の喫茶店で働いている。

## 単行本
1. 第1巻 ISBN 4-06-336802-5 （1999年5月7日発行）
2. 第2巻 ISBN 4-06-336828-9 （1999年9月6日発行）
3. 第3巻 ISBN 4-06-336843-2 （1999年12月6日発行）
4. 第4巻 ISBN 4-06-336861-0 （2000年4月6日発行）
5. 第5巻 ISBN 4-06-336879-3 （2000年7月6日発行）
6. 第6巻 ISBN 4-06-336894-7 （2000年9月6日発行）